# Vukan-Evangelistar

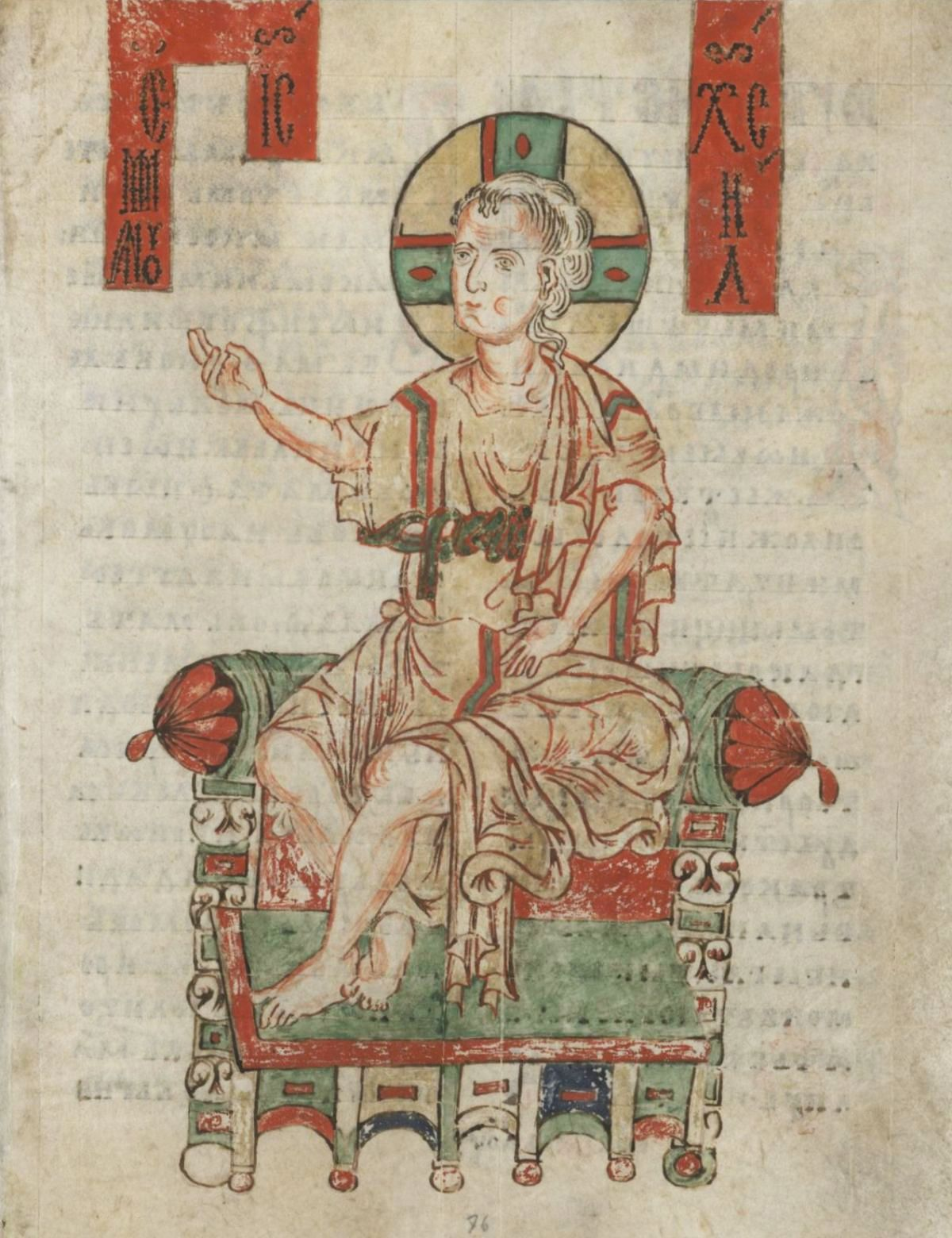
Christus Immanuel

Das Evangelistar von Fürst Vukan ist eine illustrierte Handschrift in der altserbischen Variante der kirchenslawischen Sprache. Sie entstand wahrscheinlich 1202 in Ras, dem Sitz des Fürstentums Raszien.
Die Handschrift enthält die Textabschnitte (Perikopen) der Evangelien des Neuen Testaments für die liturgische Lesung an Sonn- und Feiertagen sowie ein Menologion und einige Anmerkungen. Sie besteht aus 189 erhaltenen Pergamentblättern im Format 25,3 × 19,7 cm und enthält zwei ganzseitige farbige Miniaturen des Evangelisten Johannes und von Christus Immanuel.
Anmerkungen berichten, dass sie für Großžupan Vukan, den Sohn von Stefan Nemanja angefertigt wurde, als Schreiber wurde ein Mönch Simeon genannt.
Das Vukan-Evangelister zählt zu den ältesten erhaltenen Handschriften in serbischer Sprache.
Es wurde im 19. Jahrhundert auf dem Athos gefunden und befindet sich heute in der Russischen Nationalbibliothek in Sankt Petersburg, Signatur F.п.I. 82.

## Ausgaben
- Врана J., Вуканово Jеванђеље. Београд, 1967
- Faksimile